# Yap

Yaps flagga

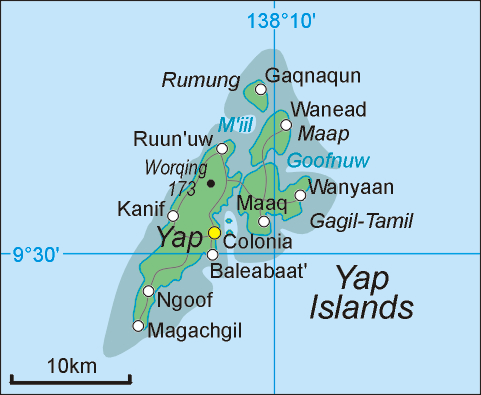
karta over Yapöarna

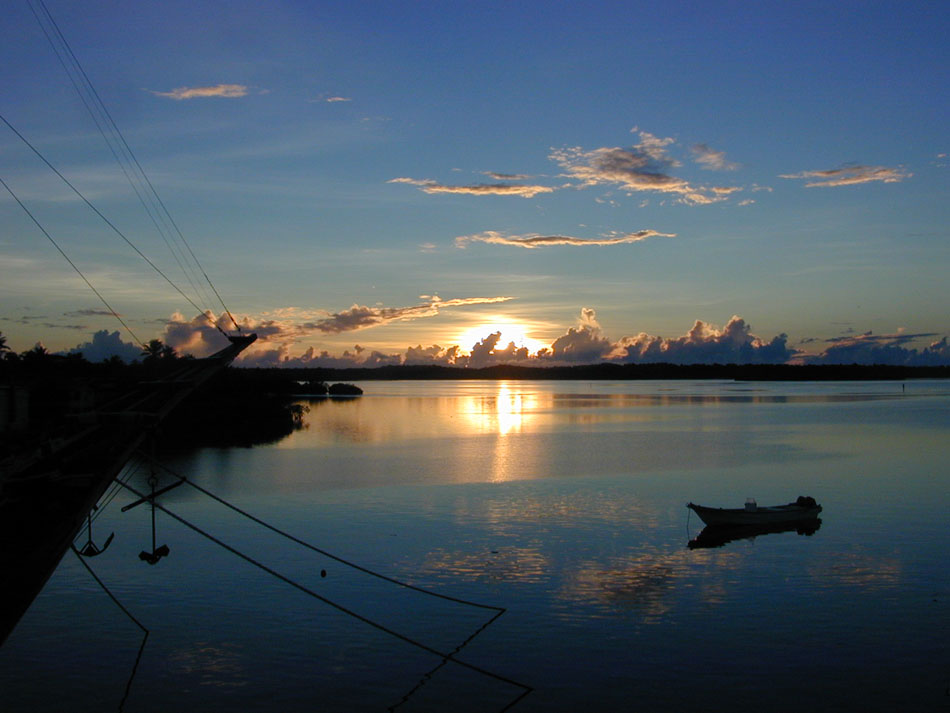
Colonia

Yap eller Yapöarna är en ö, en ögrupp och en delstat i Mikronesiens federerade stater i västra Stilla havet.

## Geografi

### Yapön
Yapön (Yap-Island) är namnet på själva ön vilken ligger ca 1200 km öster om Filippinerna. Geografiskt ligger ön bland de västra Karolinerna i Mikronesien. De geografiska koordinaterna är 9°32′0″N 138°7′0″Ö / 9.53333°N 138.11667°Ö.

### Yapöarna
Yapöarna (Yap-Proper) är ögruppen med huvudön Yap och övriga öar Gagil-Tomil, Maap och Rumung. Ögruppen omsluts av ett korallrev.

### Yap state
Yap-State är delstaten som består av ca 135 öar och atoller med huvudområdet Yap-Proper och övriga större ögrupper (kallad "Outer Islands").
- Ngulu Islands, söder om huvudgruppen och övriga öster om huvudgruppen
- Ulithi Islands
- Fais Islands
- Sorol Atollen
- Eauripik Atollen
- Woleai Atollen
- Olimarao Islands
- Ifalik Atollen
- Faraulep Atollen
- Gaferut Atollen
- West Fayu Islands eller Piagailoe
- Elato Islands
- Pikelot Islands
- Lamotrek Atollen
- Satawal Islands

Öarna är korallöar och har en sammanlagd areal om ca 102 km². Den högsta höjden är på cirka 145 m ö.h.
Befolkningen i Yap-state uppgår till cirka 11 000 invånare där ca 70 % lever i Yap-proper. Huvudorten Colonia, där de flesta bor, ligger på huvudöns östra del. Många talar språket som heter också yap.
Öns flygplats heter Yap International (flygplatskod "YAP") och ligger sydväst om Colonia.

## Historia
Yapöarna har troligen bebotts sedan cirka 3000 f.Kr. De upptäcktes i januari 1528 av spanske kaptenen Álvaro de Saavedra.
Yap är känd för sin traditionella valuta Rai, stenpengarna som används som symboliska gåvor än idag. Själva stenarna är dock ursprungligen från Palau.
Kejsardömet Tyskland köpte ögruppen från Spanien 1899 och den blev då del i Tyska Nya Guinea. Under första världskriget ockuperades området i oktober 1914 av Japan, som sedan erhöll förvaltningsmandat över området vid Versaillesfreden 1919.
Under andra världskriget användes ögruppen som flyg- och flottbas av Japan tills USA tog över området 1945.
1947 utsågs Yapöarna tillsammans med hela Karolineröarna till Förenta nationernas förvaltarskapsområde i Stilla havet av Förenta nationerna och förvaltades av USA. Som en del av förvaltarskapsområdet var Yap sin egen distrikt.
Den 10 maj 1979 bildades den autonoma federationen Mikronesien med lokalt självstyre och den 3 november 1986 blev landet självständigt. Yap är en av federationens fyra delstater och leds av en guvernör. Delstaten består av 21 kommuner. Ytterligare har delstaten sin egen grundlag och traditionella hövdingar.